# Roll Over Lay Down
Roll Over Lay Down is een nummer van de Britse band Status Quo. Het nummer verscheen voor het eerst op hun album Hello! uit 1973. Op 13 mei 1975 werd een liveversie van het nummer uitgebracht op single.

## Achtergrond
"Roll Over Lay Down" kwam voor het eerst uit op Hello!, het zesde album van Status Quo, dat verscheen in 1973. Het nummer werd destijds niet op single uitgebracht. In 1975 werd een live-EP uitgebracht met de titel Quo Live, waarop naast "Roll Over Lay Down" ook liveversies van de nummers "Gerdundula" en "Junior's Wailing" staan. Alle nummers werden opgenomen tijdens het concert van de band op 1 maart 1975 in de Kursaal in Southend-on-Sea en in de Trentham Gardens in Stoke-on-Trent de volgende dag.
Status Quo bracht de EP uit op 13 mei 1975, ondanks de adviezen van mensen om hen heen, die dachten dat het project zou floppen. Echter werd de EP, en met name "Roll Over Lay Down", een van de grootste successen van de band. In het Verenigd Koninkrijk werd de negende plaats gehaald, en met een tweede plaats in Australië was het de enige top 10-notering in dat land. Ook in Nederland behaalde de single de tweede plaats in de Nederlandse Top 40, terwijl in Vlaanderen de vijfde plaats werd behaald. In 2005 werden alle nummers van de live-EP uitgebracht op de heruitgave van het album On the Level.

## Hitnoteringen

### Nederlandse Top 40
| Hitnotering: 12-07-1975 t/m 04-10-1975 | Hitnotering: 12-07-1975 t/m 04-10-1975 | Hitnotering: 12-07-1975 t/m 04-10-1975 | Hitnotering: 12-07-1975 t/m 04-10-1975 | Hitnotering: 12-07-1975 t/m 04-10-1975 | Hitnotering: 12-07-1975 t/m 04-10-1975 | Hitnotering: 12-07-1975 t/m 04-10-1975 | Hitnotering: 12-07-1975 t/m 04-10-1975 | Hitnotering: 12-07-1975 t/m 04-10-1975 | Hitnotering: 12-07-1975 t/m 04-10-1975 | Hitnotering: 12-07-1975 t/m 04-10-1975 | Hitnotering: 12-07-1975 t/m 04-10-1975 | Hitnotering: 12-07-1975 t/m 04-10-1975 | Hitnotering: 12-07-1975 t/m 04-10-1975 | Hitnotering: 12-07-1975 t/m 04-10-1975 |
| Week                                   | 1                                      | 2                                      | 3                                      | 4                                      | 5                                      | 6                                      | 7                                      | 8                                      | 9                                      | 10                                     | 11                                     | 12                                     | 13                                     |                                        |
| -------------------------------------- | -------------------------------------- | -------------------------------------- | -------------------------------------- | -------------------------------------- | -------------------------------------- | -------------------------------------- | -------------------------------------- | -------------------------------------- | -------------------------------------- | -------------------------------------- | -------------------------------------- | -------------------------------------- | -------------------------------------- | -------------------------------------- |
| Nummer                                 | 30                                     | 14                                     | 10                                     | 6                                      | 3                                      | 3                                      | 2                                      | 3                                      | 8                                      | 17                                     | 24                                     | 26                                     | 40                                     | uit                                    |

### Nationale Hitparade
| Hitnotering: 12-07-1975 t/m 20-09-1975 | Hitnotering: 12-07-1975 t/m 20-09-1975 | Hitnotering: 12-07-1975 t/m 20-09-1975 | Hitnotering: 12-07-1975 t/m 20-09-1975 | Hitnotering: 12-07-1975 t/m 20-09-1975 | Hitnotering: 12-07-1975 t/m 20-09-1975 | Hitnotering: 12-07-1975 t/m 20-09-1975 | Hitnotering: 12-07-1975 t/m 20-09-1975 | Hitnotering: 12-07-1975 t/m 20-09-1975 | Hitnotering: 12-07-1975 t/m 20-09-1975 | Hitnotering: 12-07-1975 t/m 20-09-1975 | Hitnotering: 12-07-1975 t/m 20-09-1975 | Hitnotering: 12-07-1975 t/m 20-09-1975 |
| Week                                   | 1                                      | 2                                      | 3                                      | 4                                      | 5                                      | 6                                      | 7                                      | 8                                      | 9                                      | 10                                     | 11                                     |                                        |
| -------------------------------------- | -------------------------------------- | -------------------------------------- | -------------------------------------- | -------------------------------------- | -------------------------------------- | -------------------------------------- | -------------------------------------- | -------------------------------------- | -------------------------------------- | -------------------------------------- | -------------------------------------- | -------------------------------------- |
| Positie                                | 30                                     | 18                                     | 8                                      | 4                                      | 4                                      | 3                                      | 2                                      | 3                                      | 6                                      | 10                                     | 26                                     | uit                                    |

### NPO Radio 2 Top 2000
| Nummer met noteringen in de NPO Radio 2 Top 2000 | '99 | '00 | '01 | '02 | '03 | '04 | '05 | '06 | '07 | '08 | '09 | '10 | '11 | '12 | '13 | '14 | '15 | '16 | '17 | '18 | '19 | '20 | '21 | '22 | '23 | '24 |
| ------------------------------------------------ | --- | --- | --- | --- | --- | --- | --- | --- | --- | --- | --- | --- | --- | --- | --- | --- | --- | --- | --- | --- | --- | --- | --- | --- | --- | --- |
| Roll Over Lay Down                               | 167 | 160 | 89  | 136 | 172 | 226 | 150 | 220 | 328 | 196 | 295 | 330 | 372 | 492 | 442 | 438 | 599 | 561 | 581 | 686 | 631 | 627 | 667 | 695 | 687 | 921 |

1. ↑  Een vetgedrukt getal geeft de hoogste notering aan.